# خوتشمیرووکو
خوتشمیرووکو (به لهستانی:  Choćmirówko) یک روستا در لهستان است که در گمینا گوووچتسه واقع شده‌است. خوتشمیرووکو ۱۲۰ نفر جمعیت دارد.